# بيز تيا فوندادا
بيز تيا فوندادا (بالإنجليزية: Piz Tea Fondada)‏ هو أحد جبال سلسلة جبال الألب أورتلير ويقع في كانتون غراوبوندن في سويسرا. يحتل المرتبة رقم 163 في قائمة جبال سويسرا من حيث الارتفاع، إذ يبلغ ارتفاعه حوالي 3144 متر، بينما يبلغ ارتفاع نتوء الجبل 319 متر، هذا وقد سجل أول وصول لقمة الجبل عام 1883.